# Tullymet n.º 216
Tullymet n.º 216 es un municipio rural canadiense situado en la provincia de Saskatchewan.

## Superficie
Tullymet n.º 216 tiene una superficie de 555,62 km².

## Demografía
En 2021, tenía 183 habitantes, una densidad poblacional de 0,3 hab./km², y 93 viviendas.